# Ducado de la Palata
El ducado de la Palata es un título nobiliario español, creado el 20 de mayo de 1646, por el rey Felipe IV, en el reino de Nápoles a favor de Francisco Toralto de Aragón, i príncipe di Massalubrense, descendiente por vía paterna de Alfonso V de Aragón. Francisco Toralto de Aragón y sus descendientes españoles en lugar de Toraldo d’Aragona utilizaron siempre la forma antigua alemana de su apellido, Tor alt, en España Toralto de Aragón.
Francisco Toralto de Aragón era hijo de Vicenzo Toraldo d'Aragona y de Diana Filomarino, ambos nobles napolitanos. Poseía en señorío la localidad de Palata, por cesión expresa de su abuela. Al tratarse de un título español, aunque el territorio de la Corona fuese Nápoles, el título fue siempre duque de la Palata (en la concesión "supra Terram Palatae"). 
Su denominación hace referencia a la comuna italiana de Palata, provincia de Campobasso, en la región de Molise.

## Duques de la Palata

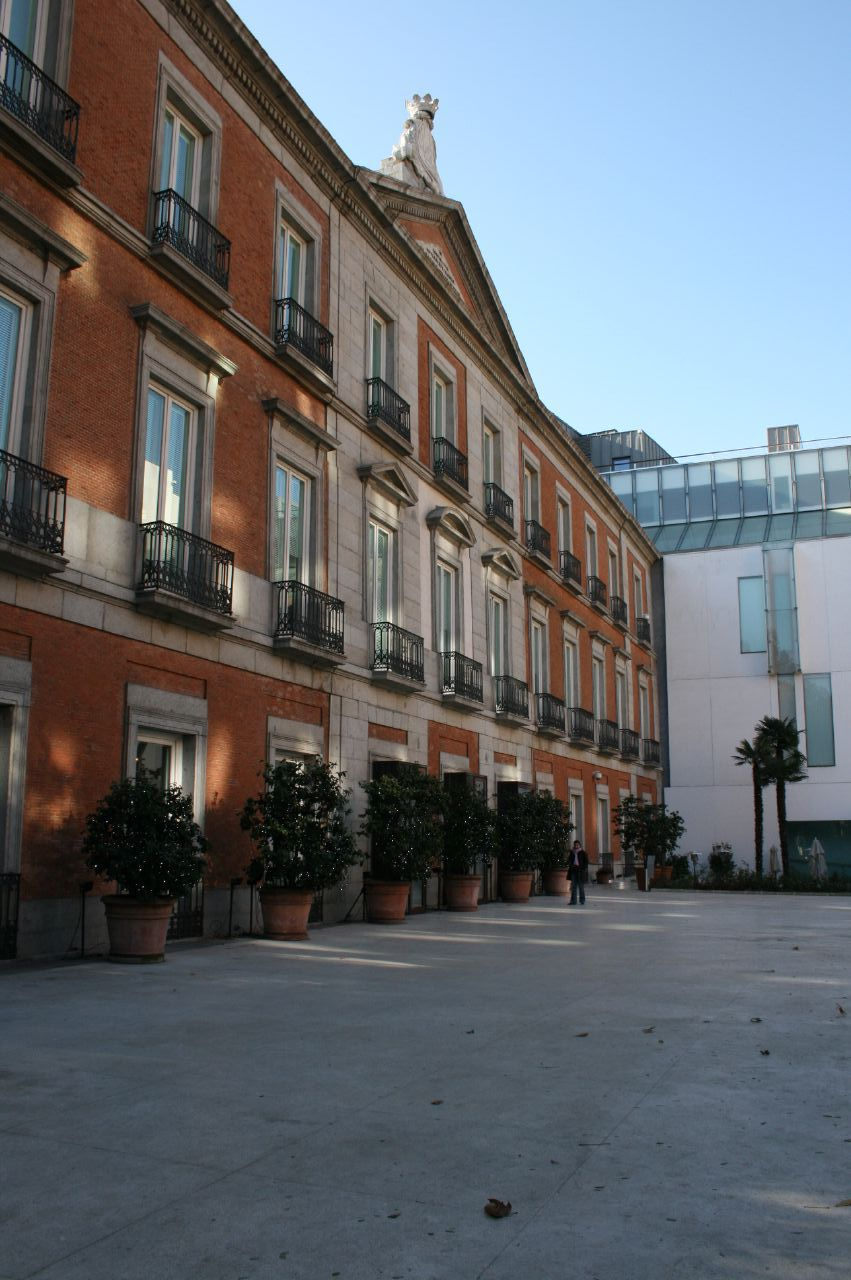
Palacio de Villahermosa, (Madrid), residencia de los duques de Villahermosa y duques de la Palata

|                                  | Titular                                                    | Periodo                |
| Creación por Felipe IV           | Creación por Felipe IV                                     | Creación por Felipe IV |
| -------------------------------- | ---------------------------------------------------------- | ---------------------- |
| I                                | Francisco Toralto de Aragón                                | 1646-1647              |
| II                               | Francisca Toralto de Aragón y Frezza                       | 1647-1724              |
| III                              | Antonio Melchor Fernández de Híjar y Navarra               | 1724-1734              |
| IV                               | Francisco Antonio Fernández de Híjar y Zapata de Calatayud | 1734-1754              |
| V                                | María Agustina Zapata de Calatayud                         | 1734-1784              |
| VI                               | Juan Pablo Azlor de Aragón                                 | 1784-1790              |
| VII                              | Víctor Amadeo Azlor de Aragón y Pignatelli                 | 1790-1792              |
| VIII                             | José Antonio de Aragón-Azlor y Pignatelli de Aragón        | 1792-1852              |
| Rehabilitación por Juan Carlos I |                                                            |                        |
| IX                               | María del Pilar Azlor de Aragón y Guillamas                | 1986-1989              |
| X                                | Alfonso Urzáiz y Azlor de Aragón                           | 1989-actual titular    |

## Historia de los duques de la Palata
- Francisco Toraldo de Aragón (1585-22 de octubre de 1647), (en España, Toralto de Aragón), I duque de la Palata, [2] I príncipe di Massalubrense, en Nápoles.

Casó con Alina  Frezza Orsini, duchessa di Castro, hija de Marino e Ippolita Orsini de casa de los condes di Pacentro e Oppido. Le sucedió su hija:
- Francisca Toraldo de Aragón y Frezza (1647-6 de marzo de 1724), II duquesa de la Palata,[2] II principessa di Massalubrense.Melchor de Navarra y Rocafull, II duque consorte de la Palata, virrey del Perú

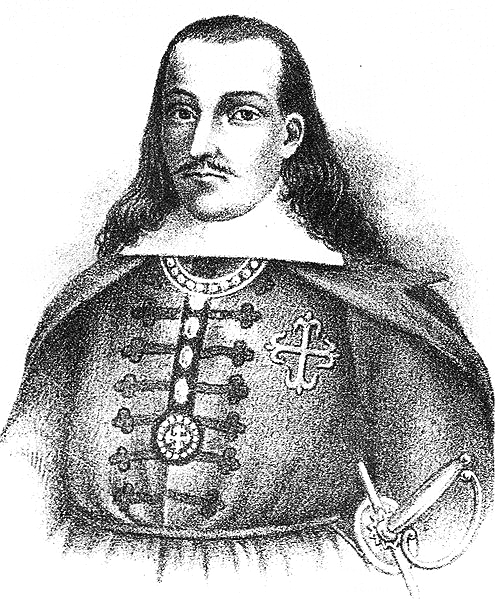
Melchor de Navarra y Rocafull, II duque consorte de la Palata, virrey del Perú

Casó con Melchor de Navarra y Rocafull, vizconde de la Torrecilla, virrey del Perú. Le sucedió su nieto, hijo de Pedro Luis Fernández de Híjar y Fernández de Híjar, IX duque de Lécera y XIV conde de Belchite, y de su esposa Cecilia de Navarra Rocafull y Toralto de Aragón,
- Antonio Melchor Fernández de Híjar y Navarra (1684-20 de febrero de 1734), III duque de la Palata,[2] III marqués de Cábrega,[3] X duque de Lécera, XV conde de Belchite, III príncipe de Massalubrense en Nápoles y comendador mayor de Montalbán en la Orden de Santiago.[3]

Le sucedió su sobrino, hijo de su hermana Francisca Fernández de Híjar y de su esposo, Ximén Pérez Zapata de Calatayud (m. 1743), V conde del Real, IV conde de Villamonte, VI conde de Sinarcas, vizconde de Chelva.
- Francisco Antonio Fernández de Híjar y Zapata de Calatayud (Madrid, 1706-Zaragoza, 27 de mayo de 1754), IV duque de la Palata,[2] IV  marqués de Cábrega,[3] VI conde del Real,[4] XI duque de Lécera, XVI conde de Belchite, IV príncipe de Massalubrense, VII conde de Sinarcas, XV vizconde de Chelva, XV vizconde de Villanova y caballero de la Orden de Montesa.[3]

Contrajo un primer matrimonio, en 21 de noviembre de 1735, con Joaquina Fernández de Heredia y Eguaras. Casó en segundas nupcias, en 6 de enero de 1753, Joaquina Fernández de Heredia y Calatayud, VI marquesa de Bárboles. Sin descendientes, le sucedió su hermana:
- María Agustina Zapata de Calatayud (m. 21 de mayo de 1784), V duquesa de la Palata,[2] V marquesa de Cábrega,[3] VII condesa del Real,[4] V princesa de Massalubrense, VIII condesa de Sinarcas, VI vizcondesa de Chelva y XVI vizcondesa de Villanova.[3]

Casó, en Valencia, el 17 de abril de 1733, con Jaime Miguel de Guzmán y Spínola, VI conde de Pezuela de las Torres y II marqués de la Mina. Sin descendencia, le sucedió su sobrino, hijo de su hermana Inés Zapata de Calatayud y Fernández de Híjar que había casado con Juan José de Azlor y Urríes, III conde de Guara:
- Juan Pablo Azlor de Aragón (antes Juan Pablo de Azlor y Zapata de Calatayud), (Pedrola, 24 de enero de 1730-Madrid, 18 de septiembre de 1790), VI duque de la Palata,[2] VI marqués de Cábrega,[5] VIII conde del Real,[4] XI duque de Villahermosa,[6] VI príncipe de Massalubrense, VIII conde de Luna, IV conde de Guara,  IX conde de Sinarcas, XVII vizconde de Chelva, XVII vizconde de Villanova,[5] caballero de la Orden del Toisón de Oro (1789), embajador, literato, miembro de la Real Academia Española y coleccionista.[7]

Casó, el 1 de junio de 1769, con María Manuela Pignatelli de Aragón y Gonzaga, hija de Joaquín Atanasio Pignatelli de Aragón, V marqués de Mora, V marqués de Coscojuela de Fantova, XVI conde de Fuentes, VIII conde de Castillo de Centellas, y de María Luisa Gonzaga y Caracciolo, II duquesa de Solferino. Le sucedió su hijo:
- Víctor Amadeo Azlor de Aragón y Pignatelli (Turín, 1779-23 de enero de 1792), VII duque de la Palata,[2] VII marqués de Cábrega,[8] IX conde del Real,[4] XII duque de Villahermosa,[6] VII príncipe de Massalubrense, IX conde de Luna, V conde de Guara y vizconde de Chelva.[8] Sin descendientes, le sucedió su hermano:

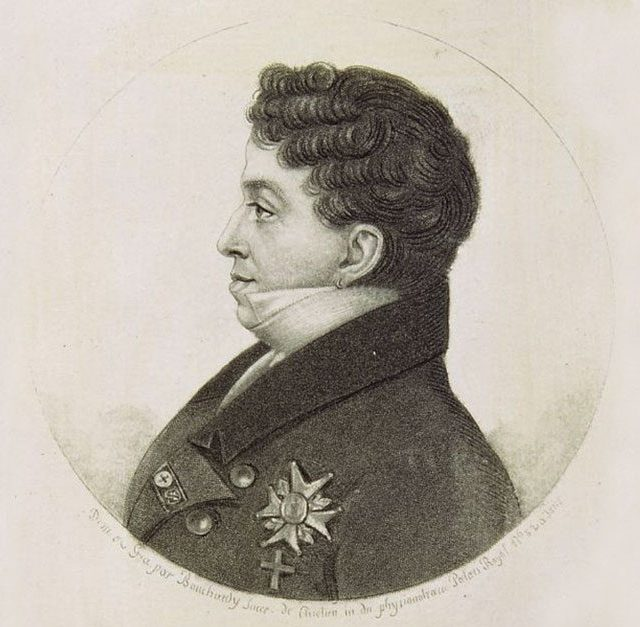
El VIII duque por Valentín Carderera, ca. 1865

- José Antonio de Azlor de Aragón y Pignatelli de Aragón (Madrid, 21 de octubre de 1785-Madrid, 2 de mayo de 1852), VIII duque de la Palata,[2] VIII marqués de Cábrega,[8] X conde del Real,[4] XIII duque de Villahermosa,[6] VII príncipe de Massalubrense, X conde de Luna, VI conde de Guara, X conde de Sinarcas, XVIII vizconde de Chelva, XVIII vizconde de Villanova,[8] I conde de Moita, en Portugal (1825), diplomático, maestrante de Zaragoza, caballero de la Orden del Toisón de Oro, Orden de Carlos III|Gran Cruz de la Orden de Carlos III y embajador en Portugal.[9]

Casó, el 14 de septiembre de 1814, con María del Carmen Fernández de Córdoba y Pacheco,  hija de Manuel Antonio Fernández de Córdoba y Pimentel, X marqués de Povar, IX marqués de Malpica, VIII marqués de Mancera, VIII conde de Gondomar y VII marqués de Montalbo, y de María del Carmen Pacheco y Téllez-Girón, V duquesa de Arión.
El título quedó caducado y fue rehabilitado por su tercera nieta, hija de José Antonio Azlor de Aragón y Hurtado de Zaldívar, XI marqués de Cábrega,  XIV conde del Real, XVII duque de Villahermosa, VII duque de Granada de Ega, II duque de Luna, XIII marqués de Cortes, VIII marqués de Valdetorres, XIV conde de Luna, X conde de Javier, X conde de Guara, XVIII vizconde de Zolina, XVIII vizconde de Muruzábal y marqués de Narros, gentilhombre grande de España con ejercicio y servidumbre del rey Alfonso XIII y senador, y de su esposa, María Isabel Guillamas y Caro (1887-1967) XI marquesa de San Felices, VII condesa de Mollina y XI condesa de Villalcázar de Sirga.
- María del Pilar Azlor de Aragón y Guillamas[11] (San Sebastián, 1 de octubre de 1908-Javier, 7 de agosto de 1996), IX duquesa de la Palata,[2] XV condesa del Real,[4] XVIII duquesa de Villahermosa,[6] III duquesa de Luna, XIV marquesa de Cortes, IX marquesa de Valdetorres, XI marquesa de Cábrega,  XV condesa de Luna, XI condesa de Javier, XI condesa de Guara, XIX vizcondesa de Muruzábal y XIX vizcondesa de Zolina.[12]

Casó con Mariano de Urzáiz Silva Salazar y Carvajal, XII conde del Puerto. En 1989, le sucedió su hijo a quien cedió el título:
- Alfonso Urzáiz y Azlor de Aragón (n. 1944), X duque de la Palata.[2]

Casó, el 24 de octubre de 1992, con María de Larrauri y Chalbaud.